# Saint-André-de-Seignanx
Saint-André-de-Seignanx is een gemeente in het Franse departement Landes (regio Nouvelle-Aquitaine). De plaats maakt deel uit van het arrondissement Dax. Saint-André-de-Seignanx telde op 1 januari 2022 1.913 inwoners.

## Geografie
De oppervlakte van Saint-André-de-Seignanx bedroeg op 1 januari 2022 19,49 vierkante kilometer; de bevolkingsdichtheid was toen 98,2 inwoners per km².

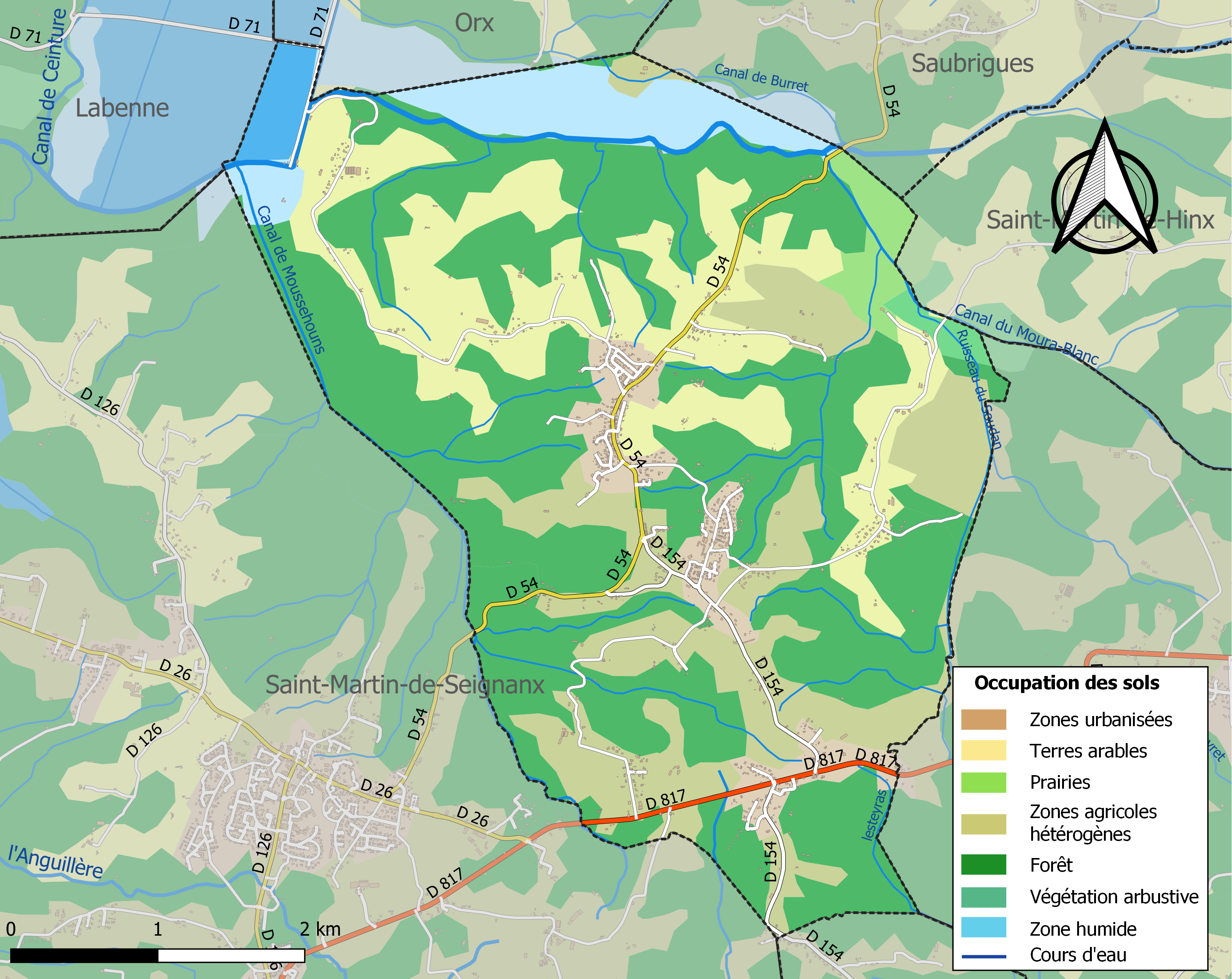
Kaart van de gemeente met de belangrijkste infrastructuur, bodemgebruik en omliggende gemeenten

## Demografie
Onderstaande figuur toont het verloop van het inwonertal (bron: INSEE-tellingen).

## Overleden in Saint-André-de-Seignanx
- Eugène Bure (1843-1910), burgemeester van Saint-André-de-Seignanx en buitenechtelijke zoon van keizer Napoleon III.